# Zwerg-Laternenhai
Der Zwerg-Laternenhai (Etmopterus perryi) ist eine Art der Gattung Etmopterus innerhalb der Laternenhaie (Etmopterinae; auch als Familie Etmopteridae eingestuft). Mit nur 16 bis 20 Zentimetern Körperlänge und einem Gewicht von 150 Gramm gilt er neben dem Zylindrischen Laternenhai (E. carteri) als die kleinste bekannte Art der Haie. Das Verbreitungsgebiet dieser Art umfasst nur einzelne Meeresgebiete an der Küste Kolumbiens in der Karibik.

## Aussehen und Merkmale
Der Zwerg-Laternenhai ist ein sehr kleiner Hai mit einer bekannten Körperlänge von 16 bis 20 Zentimetern und einem Körpergewicht von 150 Gramm. Er hat einen für die Laternenhaie typischen langgestreckten Körper mit einem langen und zugleich breiten und oberseits abgeflachten Kopf. Die Körperfarbe ist oberseits braun und geht zur Bauchseite in ein schwarzes Zeichnungsmuster über. Die Schwanzflosse endet auf ihren oberen Lappen in einer schwarzen Spitze, auf dem unteren Lappen befindet sich ein dunkles Band. Außerdem besitzt der Fisch die für die Laternenhaie typischen Leuchtorgane, die bei ihm als dunkle Zeichnung an der Bauchseite liegen.
Er besitzt keine Afterflosse und zwei Rückenflossen mit den ordnungstypischen Stacheln vor den Rückenflossen. Die erste Rückenflosse beginnt hinter dem Ende der Brustflossen und ist etwa ebenso groß wie die zweite Rückenflosse. Wie alle Arten der Familie besitzen die Tiere fünf Kiemenspalten und haben ein Spritzloch hinter dem Auge.

## Verbreitung

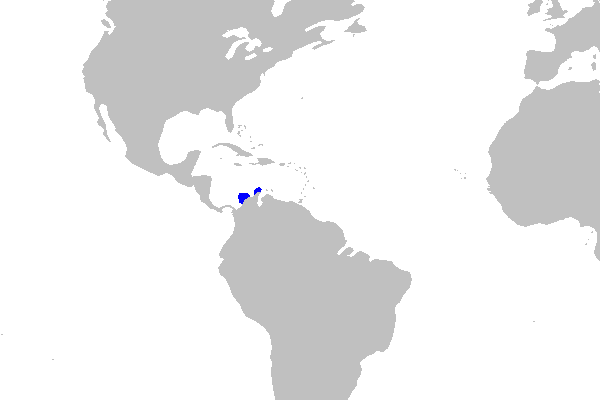
Verbreitungsgebiet des Zwerg-Laternenhais

Das Verbreitungsgebiet dieser Art umfasst nur einzelne Tiefsee-Meeresgebiete an der Küste Kolumbiens in der Karibik. Hier ist er aus Tiefen von 189 bis 598 Metern bekannt.

## Lebensweise
Der Zwerg-Laternenhai lebt in Küstennähe über dem Kontinentalschelf und kommt in Tiefen von 189 bis 598 Metern vor. Wie andere Haie ernährt er sich räuberisch, wahrscheinlich von kleineren Fischen und wirbellosen Tieren. Über seine Lebensweise liegen keine Daten und Beobachtungen vor.
Er ist wie andere Arten der Ordnung lebendgebärend, weitere Angaben zur Fortpflanzung fehlen.

## Gefährdung
Der Zwerg-Laternenhai ist in der Roten Liste der IUCN nicht gelistet. Er hat allerdings als Speisefisch keine Bedeutung und wird entsprechend nicht gezielt befischt.

## Belege
1. 1 2  Etmopteridae.: Lantern sharks. In: Compagno et al. 2004; Seite 90
2. ↑  Alfred Goldschmid: Chondrichthyes. In: W. Westheide, R. Rieger: Spezielle Zoologie. Teil 2: Wirbel- oder Schädeltiere. Spektrum, München 2004, ISBN 3-8274-0307-3, S. 199.
3. ↑  Compagno et al. 2004
4. 1 2  Etmopterus perryi (Dwarf Lanternshark). Abgerufen am 19. März 2021.